# Twister (Gröna Lund)
Twister ist eine Hybrid-Holzachterbahn des Herstellers Gravitykraft Corporation in Gröna Lund (Stockholm, Schweden), die am 7. Mai 2011 eröffnet wurde. Die Kosten für den Bau betrug rund 60 Mio. Schwedische Kronen.
Die 470,6 m lange Strecke erreicht eine Höhe von 15,5 m und verfügt über eine 14,5 m hohe Abfahrt von 56°. Sie besitzt zwei Züge vom Modell Timberliner mit jeweils sechs Wagen. In jedem Wagen können zwei Personen (eine Reihe) Platz nehmen. Die Höchstgeschwindigkeit beträgt 61 km/h und es entwickeln sich 3 g.

## Auszeichnungen
Der Betreiber Gröna Lund und der Designer Gravity Group wurden 20124 mit dem Neuheitenpreis FKF-Award des Freundeskreis Kirmes und Freizeitparks e.V. als beste europäische Neuheit des Jahres 2011 ausgezeichnet.